# ژالتوشا
ژالتوشا (به بلغاری: Zhaltusha) یک منطقهٔ مسکونی در بلغارستان است که در شهرستان آردینو واقع شده‌است.
 ژالتوشا ۶٫۴۵۲ کیلومتر مربع مساحت و ۹۲۶ نفر جمعیت دارد.